# سگ همراه

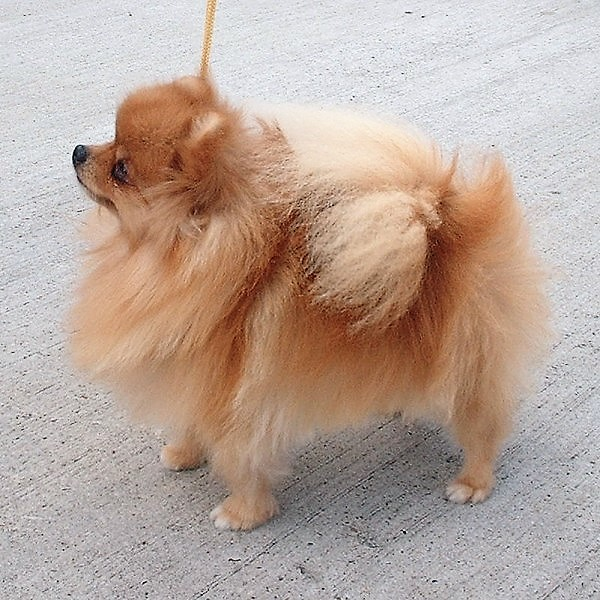
نژاد پامرانین در ابتدا دارای دو نوع بود: یک نژاد بزرگ مخصوص سورتمه کشی و نژاد عروسکی Melitaie. نژاد سورتمه کش در نسل‌های بعدی کوچک‌تر شد و در نهایت به سگ کوچک همراهی که امروزه هست، شد.

سگ همراه سگی است که در درجه اول سگ کار نیست، بلکه یک حیوان خانگی است. کاربرد اصلی سگ‌های همراه، انجام کار نیست بلکه همدم انسان‌ها بودن است. اکثر سگ‌ها می‌توانند همراه باشند، از جمله سگ‌های کاری زیادی مثل سگ‌های رتریور که ابتداً می‌توان از طبیعت دوستانه آنها به عنوان یک حیوان خانگی لذت برد. اکثر سگ‌های عروسکی برای لذت بردن افرادی که با آنها تعامل دارند استفاده می‌شوند؛ نه کار. همچنین آمریکن کِنِل کلاب مسابقه‌ای برای مقایسه فرمانبرداری سگ‌های همراه برگزار می‌کند.